# Список кавалеров ордена «За заслуги перед Отечеством» за 1994 год

## Кавалеры ордена II степени
1. 5 ноября 1994 года, № 2061 — Калашников, Михаил Тимофеевич — главный конструктор, начальник конструкторского бюро акционерного общества «Ижмаш», Удмуртская Республика[1].
2. 11 ноября 1994 года, № 2081 — Козлов, Дмитрий Ильич — член-корреспондент Российской академии наук, начальник и генеральный конструктор Центрального специализированного конструкторского бюро, Самарская область[2].

## Кавалеры ордена III степени
1. 11 ноября 1994 года, № 2081 — Песков, Юрий Александрович — генеральный директор акционерного общества «Ростсельмаш», Ростовская область[2].
2. 11 ноября 1994 года, № 2081 — Решетнёв, Михаил Фёдорович — действительный член Российской академии наук, генеральный конструктор и генеральный директор Научно-производственного объединения прикладной механики, Красноярский край[2].
3. 11 ноября 1994 года, № 2081 — Савиных, Виктор Петрович — доктор технических наук, профессор, ректор Московского государственного университета геодезии и картографии[2].
4. 28 ноября 1994 года, № 2127 — Покровский, Валентин Иванович — президент Российской академии медицинских наук[3].
5. 17 декабря 1994 года, № 2196 — Тхайцухов, Юрий Хаджиметович — директор межхозяйственного предприятия «Гиагинское» по доращиванию и откорму крупного рогатого скота Гиагинского района Республики Адыгея[4].

## Кавалеры ордена IV степени
1. 11 ноября 1994 года, № 2081 — Быков, Роланд Анатольевич — актёр, кинорежиссёр-постановщик, президент Международного фонда развития кино и телевидения для детей и юношества, город Москва[2].
2. 11 ноября 1994 года, № 2081 — Давыдов, Виктор Матвеевич — механик фирмы-артели старателей «Золото Ыныкчана» акционерного общества «Золото Джугджура» акционерной компании «Золото Якутии», Республика Саха (Якутия)[2].
3. 11 ноября 1994 года, № 2081 — Коршунов, Виктор Иванович — артист, директор Государственного академического Малого театра России[2].
4. 11 ноября 1994 года, № 2081 — Храмов, Рэм Андреевич — генеральный директор акционерного общества «Оренбургнефть»[2].
5. 17 декабря 1994 года, № 2197 — Боков, Виктор Фёдорович — писатель, город Москва[5].
6. 17 декабря 1994 года, № 2197 — Брежнев, Владимир Аркадьевич — президент акционерного общества корпорации «Трансстрой», город Москва[5].
7. 17 декабря 1994 года, № 2197 — Бугримова-Буслаева, Ирина Николаевна — председатель совета ветеранов работников цирка, город Москва[5].
8. 17 декабря 1994 года, № 2197 — Довейко, Владимир Владимирович — артист Государственной компании «Российский цирк», город Москва[5].
9. 17 декабря 1994 года, № 2197 — Залиханов, Михаил Чоккаевич — директор Высокогорного геофизического института, Кабардино-Балкарская Республика[5].
10. 17 декабря 1994 года, № 2197 — Запашный, Мстислав Михайлович — художественный руководитель, директор Сочинского государственного цирка, Краснодарский край[5].
11. 17 декабря 1994 года, № 2197 — Можейко, Игорь Всеволодович (Кир Булычёв) — писатель, город Москва[5].
12. 17 декабря 1994 года, № 2197 — Скринник, Владимир Васильевич — первый заместитель генерального директора акционерной компании «Золото Якутии», Республика Саха (Якутия)[5].
13. 17 декабря 1994 года, № 2197 — Яирова, Людмила Петровна — президент Государственной компании «Российский цирк»[5].
14. 29 декабря 1994 года, № 2214 — Барабанов, Анатолий Григорьевич — ректор Кубанской государственной академии физической культуры, Краснодарский край[6]
15. 29 декабря 1994 года, № 2214 — Володичев, Виктор Васильевич — бригадир монтажников строительно-монтажного поезда № 274 акционерного общества «Ангарстрой», Иркутская область[6].
16. 29 декабря 1994 года, № 2214 — Момот, Николай Ефимович — исполнительный директор Дирекции федеральных и региональных программ и прогнозов, заместитель президента акционерного общества «Россевзапстрой», город Москва[6].
17. 29 декабря 1994 года, № 2214 — Сличенко, Николай Алексеевич — художественный руководитель Московского цыганского театра «Ромэн»[6].
18. 29 декабря 1994 года, № 2228 — Сивова, Нина Алексеевна — руководитель Службы государственных наград Президента Российской Федерации[7].